# Michele Castoro

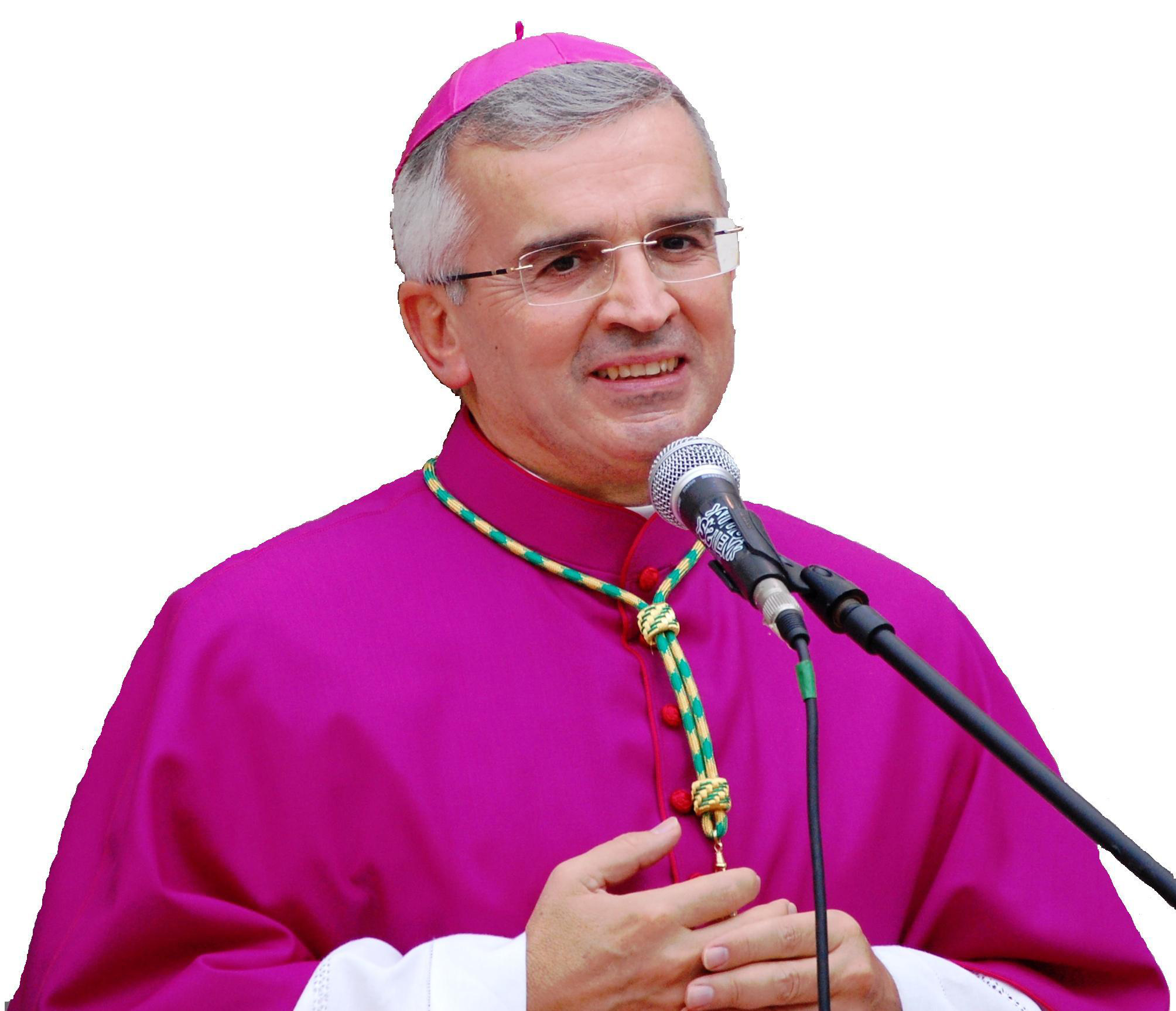
Erzbischof Michelle Castoro (2009)

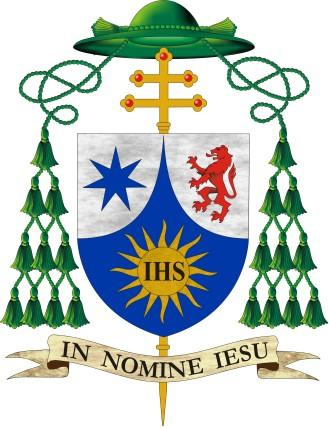
Erzbischofswappen

Michele Castoro (* 14. Januar 1952 in Altamura; † 5. Mai 2018 in San Giovanni Rotondo) war ein italienischer Geistlicher und römisch-katholischer Erzbischof von Manfredonia-Vieste-San Giovanni Rotondo.

## Leben
Michele Castoro empfing am 6. August 1977 die Priesterweihe.
Papst Benedikt XVI. ernannte ihn am 14. Mai 2005 zum Bischof von Oria. Der Kardinalpräfekt der Kongregation für die Bischöfe und Präsident der Päpstlichen Kommission für Lateinamerika, Giovanni Battista Re, spendete ihm am 25. Juni desselben Jahres die Bischofsweihe; Mitkonsekratoren waren Marcello Semeraro, Bischof von Albano, und Mario Paciello, Bischof von Altamura-Gravina-Acquaviva delle Fonti. Als Wahlspruch wählte er In nomine Iesu. 
Am 15. Juli 2009 wurde er durch Benedikt XVI. zum Erzbischof von Manfredonia-Vieste-San Giovanni Rotondo ernannt und am 19. September desselben Jahres in das Amt eingeführt. Zudem war er Generaldirektor der internationalen Vereinigung der Gebets- und Werkgruppen von Padre Pio. 